# Гомперц, Генрих
Ге́нрих Гомпе́рц (нем. Heinrich Gomperz; 1873–1942) — австрийский философ, сын философа-позитивиста Теодора Гомперца.

## Биография
Генрих Гомперц родился 18 января 1873 года в городе Вене; образование получил в местном университете.
Свою философскую точку зрения Гомперц обозначает как «патэмпиризм» (эмпиризм чувства). Философия логически проходит через пять основных воззрений: анимизм (бытие как одушевленное), метафизику (веру в реальные сущности и силы), идеологию (эмпиризм, разложение сущего на представления), критицизм (сведение бытия к априорным понятиям) и патэмпиризм. Последняя точка зрения, в которой Гомперц считает своим предшественником Рихарда Авенариуса, рассматривает высшие понятия как особые переживания чувства.
В своём труде озаглавленном «Die Lebensauffassung der griechischen Philosophen und das Ideal der inneren Freiheit» Гомперц дает обзор истории греческой этики, в центре которой стоит понятие «внутренней свободы». Одна из главных работ учёного — «Weltansschauungslehre» (I, 1905; II, 1908).
Гносеологически учение Г. Гомперца можно охарактеризовать как своеобразный, утонченный субъективизм, родственный Дэвиду Юму, Рихарду Авенариусу и «философии чувства» Генриха Фридриха Якоби. Психологически это есть попытка в параллель интеллектуализму и волюнтаризму, признающим основой сознания мышление и волю, утвердить первенство чувства в психической жизни
После прихода к власти Гитлера, Гомперц, при содействии Ф. К. С. Шиллера, покинул нацистскую Германию и переехал в Соединённые Штаты Америки, где и проработал до самой смерти в Университете Южной Калифорнии.
Генрих Гомперц умер 27 декабря 1942 года в городе Лос-Анджелесе.

## Избранная библиография
- Grundlegung der neusokratischen Philosophie. 1897
- Kritik des Hedonismus. 1898
- Weltanschauungslehre. 2 Bde. 1905/1908
- Das Problem der Willensfreiheit. 1907
- Sophistik und Rhetorik. 1912
- Philosophie des Krieges in Umrissen. 1915
- Psychologische Betrachtungen an griechischen Philosophen. 1924
- Die indische Theosophie. 1925
- Über Sinn und Sinngebilde, Erklären und Verstehen. 1929
- Philosophical Studies.